# Largo (música)

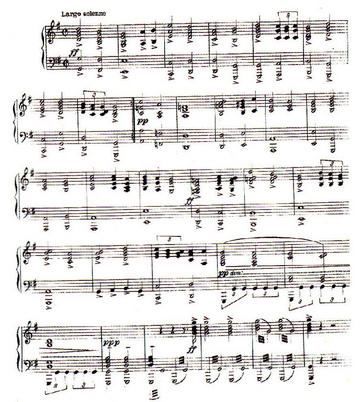
Largo com a indicació de tempo a l'inici de la partitura de l'Himne de San Marino

Largo és, en música una indicació de tempo que fa referència a una velocitat molt lenta, d'aproximadament entre 40 i 50 pulsacions per minut (ppm).
 Segon moviment de la simfonia número 9, del Nou Món, d'Antonín Dvořák (?·pàg.)
Per molts teòrics del segle xviii, sobretot a França, aquesta era considerada com la més lenta de totes les indicacions possibles. Rousseau (1768) la disposa com la més lenta de les cinc possibles indicacions que dona, i molts altres autors el segueixen en aquest sentit. De totes maneres, amb anterioritat a aquesta data, no hi ha acord entre els diferents teòrics en com s'ordena aquesta indicació en respecte a les altres lentes com adagio, lento i grave.
 Un exemple de Largo del segle XVIII: el segon moviment de la sonata per a flauta en si menor, de Johann Sebastian Bach, etiquetat com a 'largo e dolce' (?·pàg.)
Els autors italians del començament del segle xix semblen força d'acord a situar-lo entre l'adagio i l'andante. Probablement Bach l'havia emprat en aquest mateix sentit a la fuga inicial de la seva Missa en si menor i a l'última de les fugues del primer llibre de El clavecí ben temperat. Vivaldi, per la seva banda, havia emprat la indicació largo ma più tosto andante
Aquesta indicació apareix relativament sovint a la música del començament del segle xvii, tot i que sovint no és per a indicar un tempo determinat, sinó per establir un contrast amb el tempo anterior, més ràpid. Giulio Caccini a Le nuove musiche (1601), empra la indicació «con misura più larga». Girolamo Frescobaldi a les seves Partite e toccate (1615) aconsellava un tempo largo per als passatges amb moltes notes i/o amb molta ornamentació. Michael Praetorius al Syntagma musicum (1619) donava aquesta igualtat: adagio:largo:lento:langsam ('lent' en alemany). Al pas del segle xvii al xviii, el terme era aplicat de manera habitual als tercers moviments de les sonates da chiesa, escrits en compàs de 3/2 i en ritme de sarabanda.
A Anglaterra hauria pogut tenir una similitud força establerta amb l'andante en segles posteriors. Purcell, al prefaci de les seves sonates en tres parts (1683), dona les indicacions de 'largo', 'presto largo' i 'poco largo' com a les més adequades per a un tempo moderat, entre l'adagio i l'allegro. I el tractat anònim A Short Explication (Londres, 1725) estableix la progressió adagio, grave, largo, vivace, allegro, presto.
El diccionari de Brossard (1703), dona un descripció interessant de largo que posteriorment segueix Walther al seu Musicalisches Lexicon (1732): 
| « | Molt lentament, com expandint la pulsació, i sovint marcant els accent de manera inusual, etc. Això succeeix sobretot en els recitatius dels italians en els quals sovint un no porta la pulsació de manera regular perquè és un tipus de declamació en el qual l'actor ha de seguir els moviments de la passió que l'afecta i que vol transmetre, en comptes de seguir una pulsació regular i igual. | » |

L'ària Ombra mai fu de l'òpera Xerxes (Serse) de Haendel, coneguda també habitualment com 'el Largo de Haendel', és -amb tota probabilitat- la més coneguda de les composicions que porten aquesta indicació de tempo.
Aquesta manera de dir ('el Largo de Haendel') implica la substantivació del mot: es passa d'indicar que cal tocar-ho 'largo' (una manera, un adjectiu) a indicar un moviment que es toca d'aquesta manera (un concepte, un substantiu).

## Altres exemples sonors
- Modest Mussorgsky: Quadres d'una exposició; Catacombes (?·pàg.)
- Segon moviment del concert per a piano i orquestra número 1, en do major, de L. v. Beethoven (?·pàg.)